# Mary, Queen of Scots
 Mary, Queen of Scots és una pel·lícula històrica britànica dirigida per Charles Jarrott, estrenada el 1971.

## Argument
Es tracta d'una pàgina d'història que relata els conflictes de Casa Estuart, reina d'Escòcia, amb el seu germanastre i els lords protestants d'una part, amb la seva cosina Elisabet I d'Anglaterra d'altra banda.
Es tracta d'una reconstitució cuidada amb decoracions i vestits sumptuosos. Està centrada en l'enfrontament entre les dues reines.

## Repartiment
- Vanessa Redgrave: Maria I d'Escòcia, reina d'Escòcia
- Glenda Jackson: Elisabet I d'Anglaterra, reina d' Anglaterra
- Trevor Howard: William Cecil
- Nigel Davenport: Lord Bothwell
- Patrick McGoohan: James Stuart (1r comte de Moray)
- Timothy Dalton: Lord Darnley
- Ian Holm: David Rizzio

## Nominacions
- Oscar a la millor actriu per Vanessa Redgrave
- Oscar a la millor direcció artística per Terence Marsh, Robert Cartwright, Peter Howitt
- Oscar al millor vestuari per Margaret Furse
- Oscar al millor so per Bob Jones, John Aldred
- Oscar a la millor banda sonora per John Barry
- Globus d'Or a la millor pel·lícula dramàtica
- Globus d'Or a la millor actriu dramàtica per Glenda Jackson
- Globus d'Or a la millor actriu dramàtica per Vanessa Redgrave
- Globus d'Or al millor guió per John Hale
- Globus d'Or a la millor banda sonora per John Barry